# Андреа Габрієлі
Андреа Габріе́лі (італ. Andrea Gabrieli; 1533, Венеція — 30 травня 1585, Венеція) — італійський композитор і органіст пізнього Ренесансу. Дядько Джованні Габріелі
Вчився у Адріана Вілларта. У 1558 — органіст Св ст. Єремії, Венеція. З 1562 працював у міській капелі в Мюнхені, у 1566—1585 роках — органіст собору св. Марка у Венеції.
Андреа Габріелі став першим всесвітньо відомим представником венеціанської школи композиторів, і вплинув на поширення венеціанського стилю в Італії, а також у Німеччині. Його творчість охоплює 130 мотетів, 7 мес, псалми, 190 мадригалів, хори для трагедії Софокла «Цар Едіп», а також низку інструментальних творів — 50 органних канцон, ричеркарів, прелюдій, токат, 3 органні меси, твори для духових.